# Väster-Hundhålet
Väster-Hundhålet är en sjö i Krokoms kommun i Jämtland och ingår i Indalsälvens huvudavrinningsområde.